# Сорідж 150H
Сорідж 150H (англ. Sawridge 150H) — індіанська резервація в Канаді, у провінції Альберта, у межах муніципального району Лессер-Слейв-Рівер № 124.

## Населення
За даними перепису 2016 року, індіанська резервація нараховувала 10 осіб, показавши скорочення на 50,0%, порівняно з 2011-м роком. Середня густина населення становила 0,7 осіб/км².

## Клімат
Середня річна температура становить 1,8°C, середня максимальна – 20,4°C, а середня мінімальна – -21,2°C. Середня річна кількість опадів – 490 мм.
| Клімат поселення                              | Клімат поселення | Клімат поселення | Клімат поселення | Клімат поселення | Клімат поселення | Клімат поселення | Клімат поселення | Клімат поселення | Клімат поселення | Клімат поселення | Клімат поселення | Клімат поселення | Клімат поселення |
| Показник                                      | Січ.             | Лют.             | Бер.             | Квіт.            | Трав.            | Черв.            | Лип.             | Серп.            | Вер.             | Жовт.            | Лист.            | Груд.            |                  |
| Середній максимум, °C                         | −8,55            | −4,66            | 1,00             | 9,34             | 15,53            | 19,87            | 20,40            | 19,68            | 14,50            | 9,08             | −0,47            | −7,02            |                  |
| Середня температура, °C                       | −14,9            | −10,99           | −5,33            | 2,99             | 9,20             | 13,54            | 15,58            | 14,88            | 9,70             | 4,29             | −5,26            | −11,81           |                  |
| Середній мінімум, °C                          | −21,22           | −17,34           | −11,67           | −3,35            | 2,85             | 7,21             | 10,81            | 10,09            | 4,90             | −0,5             | −10,06           | −16,62           |                  |
| Норма опадів, мм                              | 24               | 17               | 19               | 19               | 42               | 89               | 93               | 68               | 49               | 27               | 19               | 24               |                  |
| Середньомісячна швидкість вітру, м/с          | 3.31             | 3.30             | 3.38             | 3.40             | 3.40             | 3.10             | 2.86             | 2.80             | 3.00             | 3.42             | 3.21             | 3.30             |                  |
| Середньомісячна сонячна радіація, кДж/м²·день | 2917             | 6248             | 11641            | 17095            | 20624            | 21846            | 21654            | 17785            | 11782            | 6628             | 3203             | 2090             |                  |
| --------------------------------------------- | ---------------- | ---------------- | ---------------- | ---------------- | ---------------- | ---------------- | ---------------- | ---------------- | ---------------- | ---------------- | ---------------- | ---------------- | ---------------- |
| Джерело:                                      |                  |                  |                  |                  |                  |                  |                  |                  |                  |                  |                  |                  |                  |